# Kari Ylianttila
Kari Sakari Ylianttila (ur. 28 sierpnia 1953 w Rovaniemi) – fiński skoczek narciarski i trener, zwycięzca 26. Turnieju Czterech Skoczni.

## Kariera zawodnicza
W 1978 wziął udział w 26. edycji Turnieju Czterech Skoczni. Wygrał zawody w Bischofshofen, a w pozostałych konkursach był na podium. Dzięki tym wynikom odniósł zwycięstwo w klasyfikacji generalnej turnieju. Sezon wcześniej, na jednym z treningów przed konkursem w Oberstdorfie przewrócił się na rozbiegu i ześlizgnął się na sam dół. Nie odniósł jednak obrażeń. W 1980 był 13. na igrzyskach olimpijskich w Lake Placid. Po sezonie 1981/1982 zakończył sportową karierę.

## Igrzyska olimpijskie

### Indywidualnie
| 1980 Lake Placid | – | 32. miejsce (K-86), 13. miejsce (K-114) |

### Starty K. Ylianttili na igrzyskach olimpijskich – szczegółowo
| Miejsce | Dzień     | Rok  | Miejscowość | Skocznia            | Punkt K | HS | Konkurs  | Skok 1  | Skok 2  | Nota      | Strata   | Zwycięzca      |
| ------- | --------- | ---- | ----------- | ------------------- | ------- | -- | -------- | ------- | ------- | --------- | -------- | -------------- |
| 32.     | 17 lutego | 1980 | Lake Placid | MacKenzie Intervale | K-86    | –  | indywid. | 76,0 m  | 72,0 m  | 203,2 pkt | 63,1 pkt | Toni Innauer   |
| 13.     | 23 lutego | 1980 | Lake Placid | MacKenzie Intervale | K-114   | –  | indywid. | 102,0 m | 106,0 m | 229,1 pkt | 41,9 pkt | Jouko Törmänen |

## Mistrzostwa świata

### Indywidualnie
| 1982 Oslo | – | 21. miejsce (K-85), 19. miejsce (K-105) |

### Starty K. Ylianttili na mistrzostwach świata – szczegółowo
| Miejsce | Dzień     | Rok  | Miejscowość | Skocznia         | Punkt K | HS | Konkurs  | Skok 1 | Skok 2 | Nota      | Strata   | Zwycięzca     |
| ------- | --------- | ---- | ----------- | ---------------- | ------- | -- | -------- | ------ | ------ | --------- | -------- | ------------- |
| 21.     | 21 lutego | 1982 | Oslo        | Midtstubakken    | K-85    | –  | indywid. | 77,0 m | 78,0 m | 226,7 pkt | 22,6 pkt | Armin Kogler  |
| 19.     | 28 lutego | 1982 | Oslo        | Holmenkollbakken | K-105   | –  | indywid. | 88,5 m | 95,0 m | 213,4 pkt | 44,5 pkt | Matti Nykänen |

## Puchar Świata

### Miejsca w klasyfikacji generalnej
| Sezon     | Miejsce          |
| --------- | ---------------- |
| 1979/1980 | nieklasyfikowany |
| 1980/1981 | 20.              |
| 1981/1982 | 19.              |

### Miejsca w „10” w konkursach indywidualnych Pucharu Świata chronologicznie
| Nr  | Dzień       | Rok  | Miejscowość       | Skocznia               | Punkt K | HS | Skok 1  | Skok 2  | Nota      | Lok. | Strata   | Zwycięzca      |
| --- | ----------- | ---- | ----------------- | ---------------------- | ------- | -- | ------- | ------- | --------- | ---- | -------- | -------------- |
| 1.  | 30 grudnia  | 1980 | Oberstdorf        | Orlen Arena Oberstdorf | K-115   | –  | 105,5 m | 101,0 m | 234,1 pkt | 10.  | 22,7 pkt | Hubert Neuper  |
| 2.  | 23 stycznia | 1981 | Gstaad            | Mattenschanze          | K-88    | –  | 81,5 m  | 84,0 m  | 239,9 pkt | 6.   | 7,3 pkt  | Johan Sætre    |
| 3.  | 25 stycznia | 1981 | Engelberg         | Gross-Titlis-Schanze   | K-116   | –  | 110,0 m | 111,5 m | 240,7 pkt | 9.   | 26,7 pkt | Per Bergerud   |
| 4.  | 6 marca     | 1981 | Lahti             | Salpausselkä           | K-88    | –  | 80,5 m  | 80,5 m  | 227,8 pkt | 8.   | 22,1 pkt | Jari Puikkonen |
| 5.  | 10 marca    | 1981 | Falun             | Lugnet                 | K-89    | –  | 83,5 m  | 83,5 m  | 236,3 pkt | 7.   | 26,8 pkt | Armin Kogler   |
| 6.  | 20 grudnia  | 1981 | Cortina d’Ampezzo | Italia                 | K-94    | –  | 84,0 m  | 84,0 m  | 228,9 pkt | 5.   | 13,1 pkt | Roger Ruud     |
| 7.  | 30 grudnia  | 1981 | Oberstdorf        | Orlen Arena Oberstdorf | K-115   | –  | 103,0 m | 99,5 m  | 226,0 pkt | 4.   | 13,9 pkt | Matti Nykänen  |
| 8.  | 24 stycznia | 1982 | Thunder Bay       | Big Thunder            | K-120   | –  | 110,0 m | 110,0 m | 237,5 pkt | 5.   | 18,6 pkt | Horst Bulau    |
| 9.  | 4 marca     | 1982 | Lahti             | Salpausselkä           | K-88    | –  | 80,0 m  | 79,0 m  | 226,6 pkt | 8.   | 19,4 pkt | Ole Bremseth   |
| 10. | 7 marca     | 1982 | Lahti             | Salpausselkä           | K-88    | –  | 79,0 m  | 84,0 m  | 230,5 pkt | 9.   | 14,0 pkt | Ole Bremseth   |

### Miejsca w poszczególnych konkursach Pucharu Świata
| Sezon 1979/1980                                                                       |                        |                        |               |               |         |              |             |             |              |           |              |              |              |             |           |              |          |                     |                     |         |         |         |                     |                     |        |        |        |        |        |        |        |        |        |        |        |
| Cortina d’Ampezzo                                                                     | Oberstdorf             | Garmisch-Partenkirchen | Innsbruck     | Bischofshofen | Sapporo | Sapporo      | Thunder Bay | Thunder Bay | Zakopane     | Zakopane  | Saint-Nizier | Saint-Nizier | Sankt Moritz | Gstaad      | Engelberg | Vikersund    | Lahti    | Lahti               | Falun               | Oslo    | Planica | Planica | Szczyrbskie Jezioro | Szczyrbskie Jezioro | Punkty |        |        |        |        |        |        |        |        |        |        |
| –                                                                                     | 37                     | 62                     | 22            | 49            | –       | –            | –           | –           | –            | –         | –            | –            | –            | –           | –         | –            | –        | –                   | –                   | –       | –       | –       | –                   | –                   | 0      |        |        |        |        |        |        |        |        |        |        |
| Sezon 1980/1981                                                                       |                        |                        |               |               |         |              |             |             |              |           |              |              |              |             |           |              |          |                     |                     |         |         |         |                     |                     |        |        |        |        |        |        |        |        |        |        |        |
| Oberstdorf                                                                            | Garmisch-Partenkirchen | Innsbruck              | Bischofshofen | Harrachov     | Liberec | Sankt Moritz | Gstaad      | Engelberg   | Ironwood     | Ironwood  | Sapporo      | Sapporo      | Thunder Bay  | Thunder Bay | Chamonix  | Saint Nizier | Lahti    | Lahti               | Falun               | Oslo    | Bærum   | Planica | Planica             | Punkty              | Punkty | Punkty | Punkty | Punkty | Punkty | Punkty | Punkty | Punkty | Punkty | Punkty | Punkty |
| 10                                                                                    | 51                     | 18                     | 19            | 11            | –       | –            | 6           | 9           | –            | –         | –            | –            | –            | –           | –         | –            | 8        | –                   | 7                   | –       | 11      | –       | –                   | 50                  | 50     | 50     | 50     | 50     | 50     | 50     | 50     | 50     | 50     | 50     | 50     |
| Sezon 1981/1982                                                                       |                        |                        |               |               |         |              |             |             |              |           |              |              |              |             |           |              |          |                     |                     |         |         |         |                     |                     |        |        |        |        |        |        |        |        |        |        |        |
| Cortina d’Ampezzo                                                                     | Oberstdorf             | Garmisch-Partenkirchen | Innsbruck     | Bischofshofen | Sapporo | Sapporo      | Thunder Bay | Thunder Bay | Sankt Moritz | Engelberg | Oslo         | Oslo         | Lahti        | Lahti       | Tauplitz  | Tauplitz     | Tauplitz | Szczyrbskie Jezioro | Szczyrbskie Jezioro | Planica | Planica | Punkty  | Punkty              | Punkty              | Punkty | Punkty | Punkty | Punkty | Punkty | Punkty | Punkty | Punkty | Punkty |        |        |
| –                                                                                     | 4                      | 17                     | 29            | 15            | –       | –            | 12          | 5           | –            | –         | –            | –            | 8            | 9           | –         | –            | –        | –                   | –                   | –       | –       | 54      | 54                  | 54                  | 54     | 54     | 54     | 54     | 54     | 54     | 54     | 54     | 54     |        |        |
| Legenda                                                                               |                        |                        |               |               |         |              |             |             |              |           |              |              |              |             |           |              |          |                     |                     |         |         |         |                     |                     |        |        |        |        |        |        |        |        |        |        |        |
| 1 2 3 4-10 11-15 poniżej 15 – – zawodnik nie wystartował (lub nie zakwalifikował się) |                        |                        |               |               |         |              |             |             |              |           |              |              |              |             |           |              |          |                     |                     |         |         |         |                     |                     |        |        |        |        |        |        |        |        |        |        |        |

## Turniej Czterech Skoczni

### Miejsca w klasyfikacji generalnej
| Sezon     | Miejsce |
| --------- | ------- |
| 1972/1973 | 47.     |
| 1973/1974 | 31.     |
| 1974/1975 | 22.     |
| 1977/1978 | 1.      |
| 1978/1979 | 17.     |
| 1979/1980 | 40.     |
| 1980/1981 | 28.     |
| 1981/1982 | 15.     |

## Kariera trenerska
Kari Ylianttila po zakończeniu kariery sportowej rozpoczął karierę trenerską. W latach 1987–1994 oraz 2014–2016 był trenerem reprezentacji Finlandii. Sezon 1987/1988 był najlepszym sezonem w karierze Mattiego Nykänena, który najpierw wygrał Turniej Czterech Skoczni, a podczas zimowych igrzysk olimpijskich 1988 na skoczni Canada Olympic Park w Calgary, zdobył dwukrotnie złoty medal, zarówno na normalnej skoczni, jak i na dużej skoczni. Ponadto reprezentacja Finlandii zdobyła złoty medal w konkursie drużynowym. Matti Nykänen zdobył także Puchar Świata oraz zdobył brązowy medal mistrzostw świata w lotach 1988 na skoczni Heini-Klopfer-Skiflugschanze w Oberstdorfie, natomiast reprezentacja Finlandii triumfowała w Pucharze Narodów. W Turnieju Czterech Skoczni triumfował Risto Laakkonen, natomiast Matti Nykänen zajął 2. miejsce. Na mistrzostwach świata 1989 na Salpausselkä w Lahti mistrzem świata na dużej skoczni został Jari Puikkonen, natomiast Matti Nykänen zdobył brązowy medal, natomiast na normalnej skoczni wicemistrzem świata został Ari-Pekka Nikkola, a także reprezentacja Finlandii (2. miejsce w Pucharze Narodów 1988/1989) zdobyła mistrzostwo świata w konkursie drużynowym.
Przez następne dwa lata o sile reprezentacji Finlandii stanowił Ari-Pekka Nikkola. W sezonie 1989/1990 zdobył Puchar Świata, ponadto na mistrzostwach świata 1991 na skoczni Trampolino Dal Ben w Predazzo zdobył brązowy medal na normalnej skoczni. Natomiast reprezentacja Finlandii zdobyła wicemistrzostwo świata w konkursie drużynowym oraz dwukrotnie zajęła 3. miejsce w Pucharze Narodów. Matti Nykänen na mistrzostwach świata w lotach 1990 na skoczni Vikersundbakken w Vikersund zdobył brązowy medal.
W sezonie 1991/1992 o sile reprezentacji Finlandii stanowił niespodziewanie 16-letni wówczas Toni Nieminen, który mimo młodego wieku triumfował w Turnieju Czterech Skoczni, natomiast na zimowych igrzyskach olimpijskich 1992 w Albertville, na których konkursy skoków narciarskich odbyły się na skoczni Tremplin Le Praz w Courchevel, zdobył brązowy medal na normalnej skoczni oraz złoty medal na dużej skoczni. Ponadto reprezentacja Finlandii zdobyła złoty medal w konkursie drużynowym. Toni Nieminen zdobył także Puchar Świata, natomiast reprezentacja Finlandii zajęła 2. miejsce w Pucharze Narodów. Ylianttila odszedł z reprezentacji Finlandii w 1994 roku.
Sukcesy podopiecznych Ylianttili w Finlandii w latach 1987–1994 (chronologicznie)
| Medal | Zawodnik          | Zawody                      | Rok  |
| ----- | ----------------- | --------------------------- | ---- |
|       | Matti Nykänen     | Turniej Czterech Skoczni    | 1988 |
|       | Matti Nykänen     | Mistrzostwa świata w lotach | 1988 |
|       | Matti Nykänen     | Igrzyska olimpijskie        | 1988 |
|       | Matti Nykänen     | Igrzyska olimpijskie        | 1988 |
|       | Finlandia         | Igrzyska olimpijskie        | 1988 |
|       | Matti Nykänen     | Puchar Świata               | 1988 |
|       | Finlandia         | Puchar Narodów              | 1988 |
|       | Risto Laakkonen   | Turniej Czterech Skoczni    | 1989 |
|       | Matti Nykänen     | Turniej Czterech Skoczni    | 1989 |
|       | Jari Puikkonen    | Mistrzostwa świata          | 1989 |
|       | Matti Nykänen     | Mistrzostwa świata          | 1989 |
|       | Ari-Pekka Nikkola | Mistrzostwa świata          | 1989 |
|       | Finlandia         | Mistrzostwa świata          | 1989 |
|       | Finlandia         | Puchar Narodów              | 1989 |
|       | Matti Nykänen     | Mistrzostwa świata w lotach | 1990 |
|       | Ari-Pekka Nikkola | Puchar Świata               | 1990 |
|       | Finlandia         | Puchar Narodów              | 1990 |
|       | Ari-Pekka Nikkola | Mistrzostwa świata          | 1991 |
|       | Finlandia         | Mistrzostwa świata          | 1991 |
|       | Finlandia         | Puchar Narodów              | 1991 |
|       | Toni Nieminen     | Turniej Czterech Skoczni    | 1992 |
|       | Toni Nieminen     | Igrzyska olimpijskie        | 1992 |
|       | Finlandia         | Igrzyska olimpijskie        | 1992 |
|       | Toni Nieminen     | Igrzyska olimpijskie        | 1992 |
|       | Toni Nieminen     | Puchar Świata               | 1992 |
|       | Finlandia         | Puchar Narodów              | 1992 |

Następnie w latach 1994–2002 prowadził reprezentację Stanów Zjednoczonych, a w sezonie 2002/2003 był trenerem szwedzkiego skoczka narciarskiego, Johana Eriksona. W latach 2005–2010 był trenerem reprezentacji Japonii, która za jego kadencji zdobyła dwa brązowe medale w konkursach drużynowych mistrzostw świata (2007, 2009).
Sukcesy podopiecznych Ylianttili w Japonii w latach 2005–2010 (chronologicznie)
| Medal | Zawodnik | Zawody             | Rok  |
| ----- | -------- | ------------------ | ---- |
|       | Japonia  | Mistrzostwa świata | 2007 |
|       | Japonia  | Mistrzostwa świata | 2009 |